# Hedstromia
Hedstromia es un género de plantas con flores perteneciente a la familia de las rubiáceas. Incluye una sola especie: Hedstromia latifolia A.C.Sm. (1936).
Es nativo de Fiyi.